# Crisscross, aquell estiu del 69
Crisscross, aquell estiu del 69 (títol original: CrissCross) és una pel·lícula estatunidenca dirigida per Chris Menges, estrenada l'any 1992. Ha estat doblada al català.

## Argument
1969, Key West. Tracy Cross, divorciada, educa sola el seu fils Christopher, major de 12 anys. Criada, accepta també fer de stripper per cobrir les necessitats de la seva llar. Chris s'entera i prova debades de persuadir-la que ho deixi. El jove el contracten per lliurar peix a un restaurant i descobreix que de la cocaïna va amagada al peix. Roba un carregament i prova de vendre la droga amb la finalitat de guanyar els diners necessaris perquè la seva pugui deixar el strip-tease.

## Repartiment
- Goldie Hawn: Tracy Cross
- David S. Arnott: Chris Cross
- Arliss Howard: Joe
- Keith Carradine: John Cross
- James Gammon: Emmett
- Steve Buscemi: Louis
- J. C. Quinn: Jetty
- Paul Calderon: Blacky
- Anna Levine: Monica
- Annie McEnroe: Mme Sivil

## Acollida
El film ha informat 3.052.738 dòlars al box-office americà.